# Fanny Durack
Sarah Frances "Fanny" Durack, född 27 oktober 1889 i Sydney, död där 21 mars 1956, var en australiensisk simmare. Hon representerade 1912 Australasien i olympiska sommarspelen i Stockholm, där hon som första kvinna någonsin vann en olympisk guldmedalj i simning.

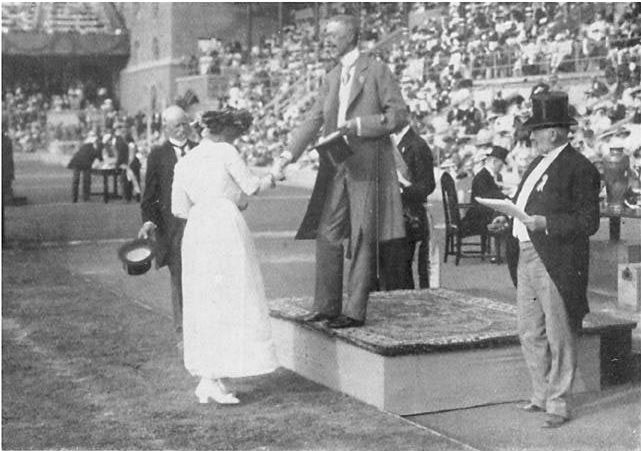
Kung Gustaf V överräcker guldmedaljen till Fanny Durack.

## Biografi
Sarah Durack föddes som tredje dotter och sjätte barn till irländaren Thomas Durack och hans hustru Mary Mason. Hon började tävla i bröstsim och vann sitt första mästerskap i New South Wales 1906. År 1911 bytte hon simsätt till crawl.
Det lokala simförbundet hade förbjudit kvinnor att ställa upp i tävlingar där män deltog, men reglerna ändrades så att Durack kunde delta i de olympiska spelen. Tillsammans med simmaren Mina Wylie reste hon med båt till Stockholm via London och ställde upp i 100 meter frisim. Hon vann sitt försöksheat med tiden 1 minut och 19,8 sekunder och slog nytt världsrekord på sträckan. Den 15 juli 1912 tog hon guld på samma sträcka före Mina Wylie.
Efter de olympiska spelen reste Durack och Wylie runt i Europa och till USA för vidare tävlande.
Durack slog mellan 1912 och 1918 totalt tolv världsrekord och uttogs till Australiens lag i de olympiska sommarspelen 1920 i Antwerpen. Kort före avresan drabbades hon emellertid av blindtarmsinflammation, och hon tvingades lämna återbud. I början av 1921 avslutade hon karriären.
År 1967 upptogs Durack i International Swimming Hall of Fame, och 2022 även i den austaliska motsvarigheten Swimming Australia Hall of Fame.